# Daniel Florea
Daniel Florea (n. 18 decembrie 1975, Vaslui) este un fost fotbalist român retras din activitate. De-a lungul carierei a evoluat la cluburi ca Oțelul Galați, Dinamo București, Șahtior Donețk, FC Metalurg Zaporijia, Metalurg Donețkși APOEL FC. Și-a încheiat cariera la Dunărea Galați.

## Palmares
Dinamo București
- Cupa României (1): 2000–01

 Shakhtar Donetsk
- Premier Liha (1): 2001–02
- Cupa Ucrainei (2): 2001-02, 2003-04

 APOEL
- Prima Divizie Cipriotă (2): 2006–07, 2008–09
- Cupa Ciprului (1): 2007–08
- Supercupa Ciprului (2): 2008, 2009